# Carpoligna pleurothecii
Carpoligna pleurothecii är en svampart som beskrevs av F.A. Fernández & Huhndorf 1999. Carpoligna pleurothecii ingår i släktet Carpoligna, ordningen Sordariales, klassen Sordariomycetes, divisionen sporsäcksvampar och riket svampar.   Inga underarter finns listade i Catalogue of Life.